# والتر دبليو. باورز
والتر دبليو. باورز هو سياسي أمريكي، ولد في 2 سبتمبر 1922، وتوفي في 25 مايو 1985.